# Nebojan
Nebojan falu Horvátországban, Sziszek-Monoszló megyében. Közigazgatásilag Petrinyához tartozik.

## Fekvése
Sziszek városától légvonalban 13, közúton 26 km-re nyugatra, községközpontjától légvonalban 8, közúton 12 km-re északnyugatra, a Báni végvidék középső részén, a Kulpa jobb partján, az ún. „Glinai zsebben” fekszik. Határa természeti szépségekben gazdag. A falut három oldaltól is a Kulpa öleli körül, erdős határát több kis patak vize öntözi. A vízisportokat űzők és a horgászok kedvelt pihenőhelye. A folyó közelében sok környékbeli lakosnak vannak hétvégi házai.

## Története
A település neve 1588-ban tűnik fel „Neboyan” alakban. 1672-ben és 1673-ban „Neboian” néven említik. Határában a török veszély közeledtére a 15. vagy a 16. században kisebb erődítményt emeltek. Ennek sorsa nem ismert lehet, hogy a térség több kisebb várához hasonlóan maguk a keresztény erők rombolták le, nehogy a török befészkelhesse magát. A falu területét 16. század második felében elfoglalta a török és a 17. század közepéig török uralom alatt állt. A felszabadító harcokban a keresztény seregek kiűzték a térségből a törököt és a török határ a század végére az Una folyóhoz került vissza. Ezzel párhuzamosan a Turopolje, a Szávamente, a Kulpamente vidékéről és a Banovina más részeiről horvát katolikus családok települtek le itt. Az újonnan érkezettek szabadságjogokat kaptak, de ennek fejében határőr szolgálattal tartoztak. El kellett látniuk a várak, őrhelyek őrzését és részt kellett venniük a hadjáratokban. 1696-ban a szábor a bánt tette meg a Kulpa és az Una közötti határvédő erők parancsnokává, melyet hosszas huzavona után 1704-ben a bécsi udvar is elfogadott. Ezzel létrejött a Báni végvidék (horvátul Banovina), mely katonai határőrvidék része lett. 1745-ben megalakult a Petrinya központú második báni ezred, melynek fennhatósága alá ez a vidék is tartozott. 1774-ben az első katonai felmérés térképén  neve „Neboian Geburg” alakban szerepel.
A katonai határőrvidék része volt, majd ennek megszűnése után Zágráb vármegye Petrinyai járásának része lett. 1857-ben 567, 1910-ben 736 lakosa volt. A 20. század első éveiben a kilátástalan gazdasági helyzet miatt sokan vándoroltak ki a tengerentúlra. 1918-ban az új szerb-horvát-szlovén állam, majd később Jugoszlávia része lett. A második világháború idején a Független Horvát Állam része volt. A háború után a béke időszaka köszöntött a településre. Enyhült a szegénység és sok ember talált munkát a közeli városokban. A délszláv háború előestéjén lakosságának 89%-a horvát nemzetiségű volt. A falu 1991. június 25-én a független Horvátország része lett. 1991. október 6-án a szerb erők támadást intéztek a közeli Dumače védői ellen, de kemény harc után kénytelenek voltak visszavonulni. 17-én a szomszédos Novi Farkašić elleni ismételt támadás is kudarcot vallott, majd a horvát erők ellentámadásba mentek át és 22-ig felszabadították a Glinai zseb többi települését is és a szerbeket Glinska Poljanáig vetették vissza. A következő hónapokban is súlyos harcok folytak a térségben, mely 1992 januárjában szabadult fel végleg az ellenséges nyomástól, de védői egészen a háború végéig állandó készültségben voltak. A falu lakossága nagyrészt elmenekült és csak a háború után tért vissza. 2011-ben 191 lakosa volt.

## Népesség
| Lakosság változása | Lakosság változása | Lakosság változása | Lakosság változása | Lakosság változása | Lakosság változása | Lakosság változása | Lakosság változása | Lakosság változása | Lakosság változása | Lakosság változása | Lakosság változása | Lakosság változása | Lakosság változása | Lakosság változása | Lakosság változása |
| ------------------ | ------------------ | ------------------ | ------------------ | ------------------ | ------------------ | ------------------ | ------------------ | ------------------ | ------------------ | ------------------ | ------------------ | ------------------ | ------------------ | ------------------ | ------------------ |
| 1857               | 1869               | 1880               | 1890               | 1900               | 1910               | 1921               | 1931               | 1948               | 1953               | 1961               | 1971               | 1981               | 1991               | 2001               | 2011               |
| 567                | 0                  | 566                | 776                | 798                | 736                | 769                | 808                | 762                | 743                | 693                | 591                | 446                | 360                | 265                | 191                |

(1869-ben lakosságát Gornje Mokricéhez számították.)

## Nevezetességei
- Nebojan 15. – 16. századi, a török ellen épített várának csekély maradványai.
- Szent József tiszteletére szentelt római katolikus kápolnája a gorai plébánia filiája.
- A nemzeti felszabadító háború emlékműve